# تربونیانوس گالوس
تربونیانوس گالوس با نام کامل گایوس ویبیوس تربونیانوس گالوس (به لاتین: Gaius Vibius Trebonianus Gallus) (زادهٔ حدود ۲۰۶ - درگذشتهٔ ۲۵۳) امپراتور روم به طور مشترک با هوستیلیان (پسر دسیوس) در ۲۵۱ و پس از مرگ او با پسر خودش ولوسیانوس از ۲۵۱ تا ۲۵۳ میلادی بود.

## سال‌های آغازین
گالوس در حدود سال ۲۰۶ میلادی در پروسیا (پروجا در ایتالیای امروزی) زاده شد. خانوادهٔ او از خاندان‌های قدیمی این منطقه بودند که اصل و نسبشان به طبقهٔ اشرافی اتروسکایی پیش از امپراتوری روم باز می‌گشت. گالوس در جوانی با آفینیا ژمینا بائبیانا ازدواج کرد و از او صاحب دو فرزند شد، یک پسر به نام گایوس ویبیوس ولوسیانوس و یک دختر به نام ویبیا گالا. او پیشرفتی سنتی در سیاست داشت و کارش را ابتدا با مقام سناتوری آغاز نمود و پس از آن به مقام کنسولی رسید. 
گالوس از وفاداران به دسیوس، امپراتور وقت روم بود و از سوی او در سال ۲۵۰ میلادی به فرمانداری موئسیای علیا منصوب شد. موئسیا در ناحیهٔ دانوب که امپراتوری درگیر جنگ با گوتها بود قرار داشت و گالوس کاملاً درگیر این جنگ‌ها شد.

## رسیدن به امپراتوری
در سال ۲۵۱ دسیوس همراه با پسرش هرنیوس اتروسکوس برای مقابله با گُت‌ها که موئسیا و کارپی را مورد تاخت و تاز شدید خود قرار داده بودند حرکت کرد، اما ارتش روم به محاصرهٔ دشمن درآمد و هر دو امپراتور کشته شدند. با کشته شدن دسیوس و پسرش، سپاهیان بلافاصله گالوس را امپراتور جدید روم اعلام کردند و او نیز با اعطای عنوان آگوستوس به هوستیلیان، پسر کوچک دسیوس، او را امپراتور مشترک با خود خواند.
گالوس که در فکر تثبیت موقعیت خود به عنوان امپراتور جدید بود و می‌خواست هرچه سریعتر به رم بازگردد، عهدنامهٔ صلحی را با گت‌ها به امضا رساند که به موجب آن گت‌ها در ازای عقب‌نشینیشان، هرآنچه را که غارت کرده بودند همراه با رومیانی که به اسارت گرفته بودند برای خود نگاه می‌داشتند و امپراتوری روم موظف بود تا سالیانه خراجی را به آنها بپردازد. گالوس پس از امضای این عهدنامه خود را هرچه سریعتر به رم رساند اما با ورودش به شهر متوجه شد که بیماری طاعون در شهر شیوع یافته است. هوستیلیان کمی بعد از ورود سپاه امپراتوری به رم به طاعون مبتلا شد و در ژوئیهٔ ۲۵۱ درگذشت. با مرگ هوستیلیان گالوس پسر خود ولوسیانوس را که در آن زمان سزار و جانشین خود ساخته بود، با اعطای عنوان آگوستوس به او به امپراتوری مشترک با خود ارتقای مقام داد.

## سال‌های پایانی و درگذشت
در سال ۲۵۲ میلادی شاپور یکم، پادشاه ساسانی، مرزهای شرقی امپراتوری روم را به دنبال نزاع دو کشور بر سر ادارهٔ ارمنستان مورد حمله قرار داد. او از فرات گذشت و سپاهیان روم را در نبرد باربالیسوس در هم کوبید و توانست کنترل بیشتر بخش‌های سوریه را در دست بگیرد و در ۲۵۳ انطاکیه، مرکز سوریه را فتح و آنجا را ضمیمهٔ خاک ایران نمود. در همین زمان امپراتوری روم از سوی مرزهای شمالی خود نیز دچار دردسر شده بود زیرا آئمیلیوس آئمیلیانوس که در ۲۵۳ به فرمانداری موئسیا رسیده بود، از پرداخت خراج سالیانه به گت‌ها بر طبق عهدنامهٔ صلح سال ۲۵۱ خودداری کرده بود و در نتیجه گت‌ها بار دیگر حملات خود را به مرزهای شمالی امپراتوری روم آغاز کرده بودند. با این وجود آئمیلیانوس موفق شد تا با گردآوری سپاهی آنان را شکست دهد. لشکریان این پیروزی را قدر نهاده و آئمیلیانوس را امپراتور جدید خود خواندند و او همراه با آنان به سوی رم روانه شد. 
گالوس که از موضوع امپراتور جدید آگاه شده بود، با همراهی پسرش ولوسیانوس سپاهی را گردآورده و برای جلوگیری از ورود آئمیلیانوس به ایتالیا به سوی شمال رهسپار شد. او همچنین از والرین که در آن زمان فرماندهی لشکریان رومی در منطقهٔ راین علیا را برعهده داشت خواست تا با حرکت دادن نیروهایش به سمت جنوب به تقویت سپاهیان او بپردازد اما آنان هرگز نرسیدند. سپاه گالوس به کندی پیش می‌رفت و هنگامی که در اوت ۲۵۳ به اینترامنا در لاتیوم (تراموی امروزی در ایتالیا) رسیدند دریافتند که آئمیلیانوس پیشتر، همراه با لشکر عظیمی وارد ایتالیا شده و به سرعت در حال پیشروی است. سربازان که از شنیدن این خبر دچار وحشت شده بودند و شکست خود را حتمی می‌دیدند، علیه گالوس و پسرش ولوسیانوس طغیان کرده و آن دو را در اوت ۲۵۳ میلادی به قتل رساندند.